# Bodil Rasmussen
Pour les articles homonymes, voir Rasmussen.
Bodil Steen Rasmussen est une rameuse danoise née le 12 décembre 1957 à Fredericia.

## Biographie
En 1984 à Los Angeles, elle fait partie du quatre de couple danois médaillé de bronze olympique. 

## Palmarès

### Jeux olympiques
- Jeux olympiques d'été de 1984 à Los Angeles
  -  Médaille de bronze en quatre de couple